# 更庆镇
更庆镇（藏語：དགོན་ཆེན་ཀྲེན།，威利转写：dgon chen kren），是中华人民共和国四川省甘孜藏族自治州德格县下辖的一个乡镇级行政单位。 是舉世聞名的德格印經院所在地，也是佛教徒朝聖地之一。

## 行政区划
更庆镇下辖以下地区：
一社区、二社区、茶马街社区、西布村、八美村、尼木村、五一桥村、郎达村、八一桥村、莫学村、戈姑村、欧普村、班达村、下压巴村、压巴村、杨西村、黑西村、呷中村、普热村和拉普村。